# Smulbos
Het Smulbos (eigenlijk Bos om van te Smullen) is een bos waarin men natuurlijke lekkernijen als bessen, wilde paddenstoelen, en tamme kastanjes kan plukken of verzamelen. Het begrip werd begin april 2004 in Nederland geïntroduceerd door Thomas van Slobbe, directeur van de stichting wAarde.
Het was een idee van het Geldersch Landschap en de stichting wAarde met als doel de zintuiglijke beleving van natuur in Nederland te bevorderen. Het eerste smulbos zou in de buurt van Nijmegen of Arnhem komen, hoewel Geldersch Landschap aangaf dat nog niet voor een locatie was gekozen. Het was de bedoeling om de daarop volgende jaren op meer plekken in Nederland een smulbos aan te leggen.
In het smulbos zouden allerlei vruchten- en notenbomen worden geplant en zouden eetbare paddenstoelen groeien. In een persbericht gaf het Geldersch Landschap aan dat enkele allochtonen in gesprekken met de stichting wAarde hadden aangegeven dat ze mogelijkheden misten om in de Nederlandse natuur eetbare noten, vruchten, bessen en paddenstoelen te plukken of te verzamelen. De Pluk-de-Dag-picknick zou een jaarlijks terugkerend, landelijk evenement moeten worden.
Het dagblad De Telegraaf publiceerde op 6 april 2004 als eerste over het idee. Hoewel in het artikel zelf werd vermeld dat het om bossen ging waarin zowel allochtonen als autochtonen welkom zouden zijn – de stichting wAarde noemde dit "multiculturele waardering van natuur en milieu" – kopte de krant: "Smulbos speciaal voor allochtonen". Een stortvloed aan kritiek was het gevolg, niet in de laatste plaats van allochtonen zelf. Het LPF-kamerlid João Varela sprak van een "apenbos". Pogingen van de stichting wAarde om de onjuiste berichtgeving te corrigeren hadden geen resultaat.
In de top tien van nieuwe Nederlandse woorden van 2004 staat smulbos op de vierde plaats, na fraudeland, superministerraad, en megaministerraad.